# Castello di Chapultepec
Il castello di Chapultepec è un castello che si trova sul monte di Chapultepec, al centro dell'omonimo parco, situato a Città del Messico ad un'altezza di 2.325 metri sopra il livello del mare. Fu costruito dal viceré Bernardo de Gálvez y Madrid sopra il monte del Chapulin.

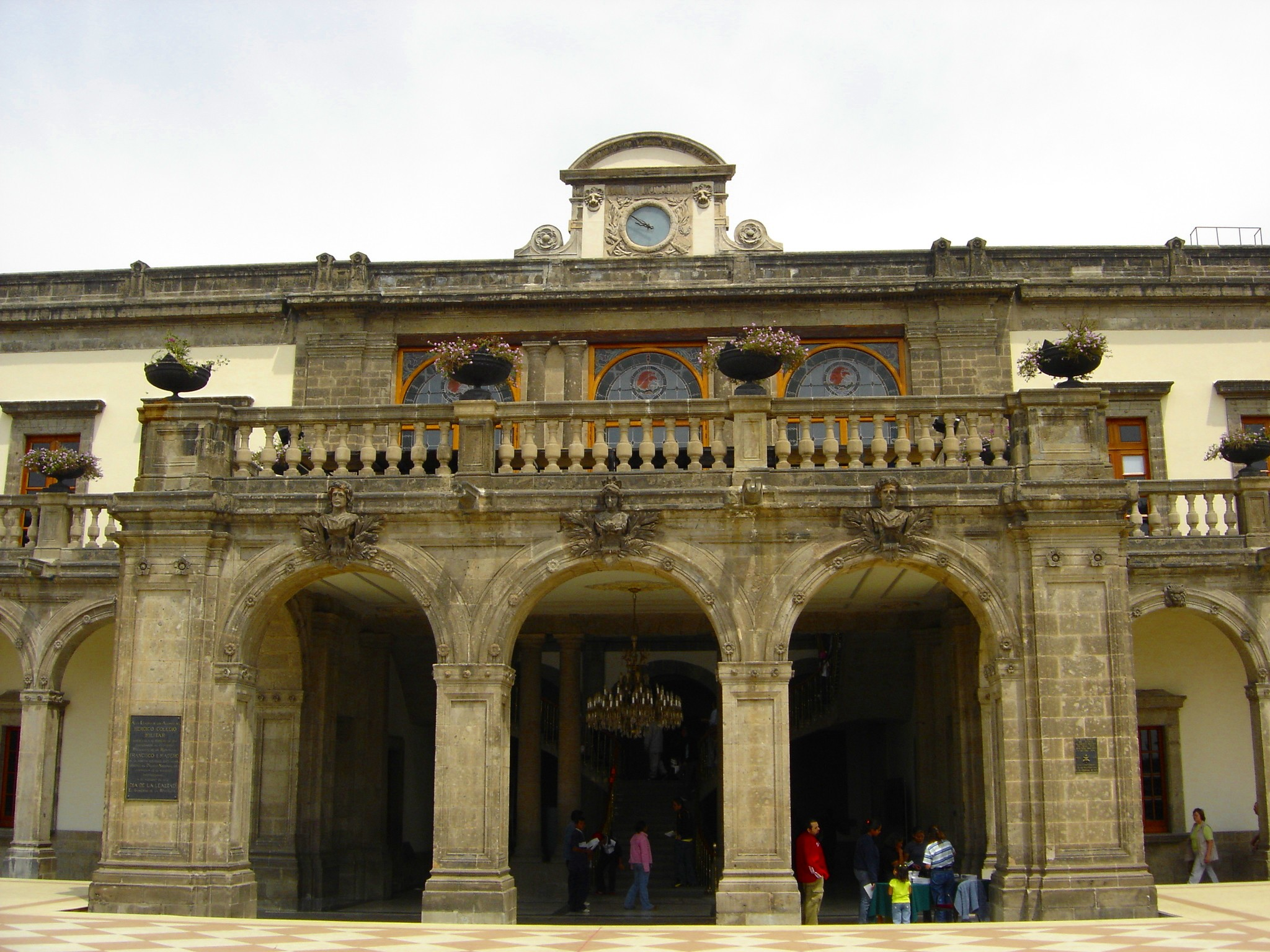
Entrata del castello.

Chapultepec è una parola di origine náhuatl (Chapoltepēc) che significa "monte del grillo", o più precisamente "luogo della collina dei chapulines".
Costruito nell'epoca del Viceregno della Nuova Spagna come casa del viceré, fu prontamente dimenticato, e posteriormente ebbe molti usi differenti fino a diventare l'abitazione ufficiale di Massimiliano d'Asburgo e Carlotta del Belgio che nel 1863 lo fecero ristrutturare in stile neoclassico.
Essendo allora fuori dalla città, Massimiliano fece costruire un viale (paseo) per collegare la residenza al centro della città, che fece chiamare Paseo de la Emperatriz, successivamente chiamato paseo de la Reforma. Il castello (modernissimo per l'epoca) fu dotato anche di un osservatorio astronomico.
Divenne in seguito la sede dell'Heroico Colegio Militar, e venne attaccato al tempo della guerra messico-statunitense nella battaglia di Chapultepec.
Con l'avvento della repubblica, l'edificio divenne un carcere e fu nuovamente dimenticato, ma all'arrivo di Porfirio Díaz venne nuovamente usato come residenza ufficiale. Venne usato così fino agli anni trenta, quando la residenza ufficiale del presidente messicano si trasferì in una zona a sud di Chapultepec, chiamata Rancho La Hormiga, oggi rinominata Los Pinos.
Nel 1992 vi furono firmati gli accordi di pace che posero fine alla guerra civile di El Salvador.
Il castello ospita oggi il Museo nazionale di storia.